# Михиринецька сільська рада
Михирине́цька сільська́ ра́да — колишня адміністративно-територіальна одиниця та орган місцевого самоврядування в Теофіпольському районі Хмельницької області. Адміністративний центр — село Михиринці.

## Загальні відомості
Михиринецька сільська рада утворена в 1921 році.
- Територія ради: 26,185 км²
- Населення ради: 644 особи (станом на 2001 рік)
- Територією ради протікає річка Случ

## Населені пункти
Сільській раді підпорядковані населені пункти:
- с. Михиринці
- с. Малі Жеребки

## Склад ради
Рада складається з 12 депутатів та голови.
- Голова ради: Рева Оксана Федорівна
- Секретар ради: Шолота Галина Аркадіївна

### Керівний склад попередніх скликань
| Прізвище, ім'я, по батькові | Основні відомості                                                                                                | Дата обрання | Дата звільнення |
| --------------------------- | --- | ------------ | --------------- |
| Рева Оксана Федорівна       | Сільський голова, 1969 року народження, освіта середня спеціальна, член Всеукраїнського об'єднання «Батьківщина» | 26.03.2006   | 31.10.2010      |
| Рева Оксана Федорівна       | Сільський голова, 1969 року народження, освіта середня спеціальна, член Всеукраїнського об'єднання «Батьківщина» | 31.10.2010   |                 |

Примітка: таблиця складена за даними сайту Верховної Ради України

### Депутати
За результатами місцевих виборів 2010 року депутатами ради стали:

#### За суб'єктами висування
| Суб'єкт висування           | Кількість обраних депутатів | %    |
| --------------------------- | --------------------------- | ---- |
| Народна партія              | 7                           | 58,3 |
| Самовисування               | 4                           | 33,3 |
| Комуністична партія України | 1                           | 8,3  |

#### За округами
| № округу                    | Прізвище, ім'я, по батькові   | Дата визнання обраним | Освіта             | Партійна приналежність | Відомості про обраного депутата                               |
| --------------------------- | ----------------------------- | --------------------- | ------------------ | ---------------------- | ------------------------------------------------------------- |
| Комуністична партія України |                               |                       |                    |                        |                                                               |
| 7                           | Шаблиста Галина Антонівна     | 01.11.2010            | середня спеціальна | член Народної партії   | Михиринецька загальноосвітня школа І-ІІ ст., вчитель          |
| Народна Партія              |                               |                       |                    |                        |                                                               |
| 1                           | Шолота Галина Аркадіївна      | 01.11.2010            | вища               | член Народної партії   | Михиринецька сільська рада, секретар                          |
| 2                           | Ковальчук Марія Вікторівна    | 01.11.2010            | середня спеціальна | позапартійна           | «Ковель-молоко», лаборант поприйому молока                    |
| 4                           | Козачук Василь Євгенович      | 01.11.2010            | середня спеціальна | позапартійний          | Відділ № 5 ТОВ «Україна −2001», головний агроном              |
| 6                           | Прокопчук Петро Володимирович | 01.11.2010            | середня спеціальна | позапартійний          | Відділ № 5 ТОВ"Україна −2001", бригадир тракторного парку     |
| 9                           | Кец Віктор Миколайович        | 01.11.2010            | вища               | член Народної партії   | Михиринецька загальноосвітня школа І-ІІ ст., вчитель          |
| 10                          | Сібістянюк Галина Степанівна  | 01.11.2010            | середня спеціальна | член Народної партії   | Поштове відділенняс. Михиринці, оператор поштового відділення |
| 12                          | Берегела Дмитро Сергійович    | 01.11.2010            | середня спеціальна | член Народної партії   | тимчасово не працює                                           |
| Самовисування               |                               |                       |                    |                        |                                                               |
| 3                           | Шевчук Інна Анатоліївна       | 27.12.2010            | середня спеціальна | член Народної партії   | Фельдшерський пункт с. Малі жеребки, фельдшер                 |
| 5                           | Левук Алла Миколаївна         | 01.11.2010            | середня спеціальна | член Народної партії   | Відділ № 5ТОВ"Україна −2001", різноробоча                     |
| 8                           | Скотяк Алла Василівна         | 01.11.2010            | середня спеціальна | позапартійна           | Відділ № 5 ТОВ"Україна −2001", агроном                        |
| 11                          | Козачук Ірина Миколаївна      | 01.11.2010            | середня спеціальна | член Народної партії   | Відділ № 5ТОВ"Україна −2001", секретар                        |